# Bożena Osmólska-Piskorska
Bożena Osmólska-Piskorska ps. Olga (ur. 25 stycznia 1911 w Gnieźnie, zm. 5 grudnia 2000 w Toruniu) – polska docent, doktor habilitowany, znawczyni historii literatury polskiej, członkini organizacji „Ojczyzna”, filolożka.

## Życiorys
Urodziła się 25 stycznia 1911 r. w Gnieźnie. Była uczennicą żeńskiego gimnazjum humanistycznego im. Królowej Jadwigi w Poznaniu. Studiowała filologię polską, którą ukończyła w 1936 roku uzyskując dodatkowo srebrny medal. W okresie 1936–1939 pracowała jako asystentka na Uniwersytecie Poznańskim w Katedrze Literatur Polskiej, jednocześnie ucząc języka polskiego w Prywatnym Gimnazjum Żeńskim im. Juliusza Słowackiego w Poznaniu.  
Po wybuchu wojny pracowała jako pomoc domowa, dołączając za pośrednictwem Antoniego Horsta do organizacji "Ojczyzna" udzielającej pomocy finansowej oraz dostarczając żywność Polakom w dzielnicach Jeżyce oraz Łazarz w Poznaniu. Zaangażowała się też w konspiracyjną służę zdrowia organizując dla potrzebujących leki oraz szczepienia przeciwtyfusowe. Jednocześnie już od jesieni 1939 roku rozpoczęła tajne nauczanie. W 1940 wraz z Ireną Tarnowską zorganizowały je w Wielkopolsce (zbierając zespół i tworząc program pracy). Pełniła funkcję kierowniczki Wydziału Oświatowego tajnej organizacji "Ojczyzna". Brała udział w rozszerzeniu akcji tajnego nauczana na miasta Wielkopolski takie jaka Środa, Leszno, Rawicz, Krotoszyn i Inowrocław. Prowadziła tajne nauczanie przez całą okupację niemiecką.  
W 1945 roku otrzymała nominacje na starszego asystenta w Katedrze Historii Literatury Polskiej Uniwersytetu Poznańskiego, gdzie w roku 1947 uzyskała stopień doktora. Następnie związała się z Uniwersytetem Mikołaja Kopernika w Toruniu gdzie w roku 1962 uzyskała habilitację na podstawie rozprawy "Powstanie styczniowe w twórczości J.I. Kraszewskiego". Przeszła na emeryturę w roku 1981. Za działalność naukową i dydaktyczną otrzymała wiele odznaczeń, m.in. Złoty Krzyż Zasługi, Krzyż Kawalerski Orderu Odrodzenia Polski, a za udział w tajnym nauczaniu Złotą Odznakę Związku Nauczycielstwa Polskiego. Zmarła 5 grudnia 2000 roku w Toruniu, została pochowana na cmentarzu św. Jerzego. 

## Wybrane publikacje
- Pomorskie Towarzystwo Pomocy Naukowej : pół wieku istnienia i działalności : 1848-1898[5]
- Towarzystwo Naukowe w Toruniu : powstanie i zarys dziejów 1875-1948[6]
- Powstanie styczniowe w twórczości Józefa Ignacego Kraszewskiego[7]